# Sinalização redox
A sinalização redox acontece quando radicais livres, espécies reactivas de oxigénio e outras espécies electronicamente activadas como o óxido nítrico agem como mensageiros biológicos]]. Possivelmente, o Sulfeto de hidrogénio e o monóxido de carbono também são moléculas com capacidade de sinalização redox. De maneira similar, a modulação dos processos de transferência de cargas eléctricas e a condução electrónica em macromoléculas também se pode considerar como sinalização redox.